# Каролина фон Пфалц-Цвайбрюкен
Каролина Хенриета Кристина Филипина Луиза фон Пфалц-Цвайбрюкен (на немски: Karoline von Pfalz-Zweibrücken; Karoline Henriette Christine Luise von Pfalz-Zweibrücken; Große Landgräfin Caroline von Hessen-Darmstadt; 9 март 1721 – 30 март 1774) е ландграфиня на Хесен-Дармщат и една от най-образованите жени на 18 век.

## Биография
Каролина Хенриета е родена на 9 март 1721 г. в Страсбург. Тя е дъщеря на Кристиан III (1674 – 1735), херцог на Цвайбрюкен, и Каролина фон Насау-Саарбрюкен (1704 – 1774).
На 12 август 1741 г. Каролина се омъжва за Лудвиг IX (1719 – 1790), ландграф на Хесен-Дармщат.
Каролина е известна с прозвището Великата ландграфиня (Große Landgräfin), дадено ѝ от Гьоте. Тя поддържа тесни приятелски връзки с едни от най-забелижителните писатели и философи на 18 в. – Йохан Готфрид фон Хердер, Кристоф Мартин Виланд, Гьоте и др. Каролина е близка приятелка на пруския крал Фридрих II. Ландграфинята на Дармщат е една от малкото жени, които Стария Фриц уважава. Фридрих II я нарича славата и чудото на нашия век, а след смъртта ѝ той изпраща в Дармщат урна с надпис femina sexo, ingenio vir (латински: жена по пол, мъж по дух).
Хенриета Каролина умира на 30 март 1774 г. в Дармщат на 53-годишна възраст.

## Деца
Каролина и Лудвиг IX имат осем деца:
- Каролина фон Хесен-Дармщат (1746 – 1821), омъжва се за Фридрих V, ландграф на Хесен-Хомбург
- Фридерика Луиза фон Хесен-Дармщат (1751 – 1805), кралица на Прусия, съпруга на крал Фридрих Вилхелм II
- Лудвиг X (1753 – 1820), по-късно приема титлата Лудвиг I, велик херцог на Хесен-Дармщат
- Амалия Фредерика (1754 – 1832), омъжена за Карл Лудвиг, принц на Баден
- Вилхелмина Луиза (1755 – 1776), омъжена за великия княз Павел Петрович
- Луиза Августа (1757 – 1830), омъжена за Карл Август, велик херцог на Саксония-Ваймар-Айзенах
- Фридрих (1759 – 1802)
- Кристиан фон Хесен-Дармщат(1763 – 1830), ландграф на Хесен-Дармщат